# C. Z. Klötzel
Cheskel Zwi Klötzel, auch Hans Klötzel, Cheskel Zwi Kloetzel, (geboren am 8. Februar 1891 in Berlin; gestorben am 27. Oktober 1951 in Jerusalem) war ein deutscher Journalist und Kinderbuchautor.

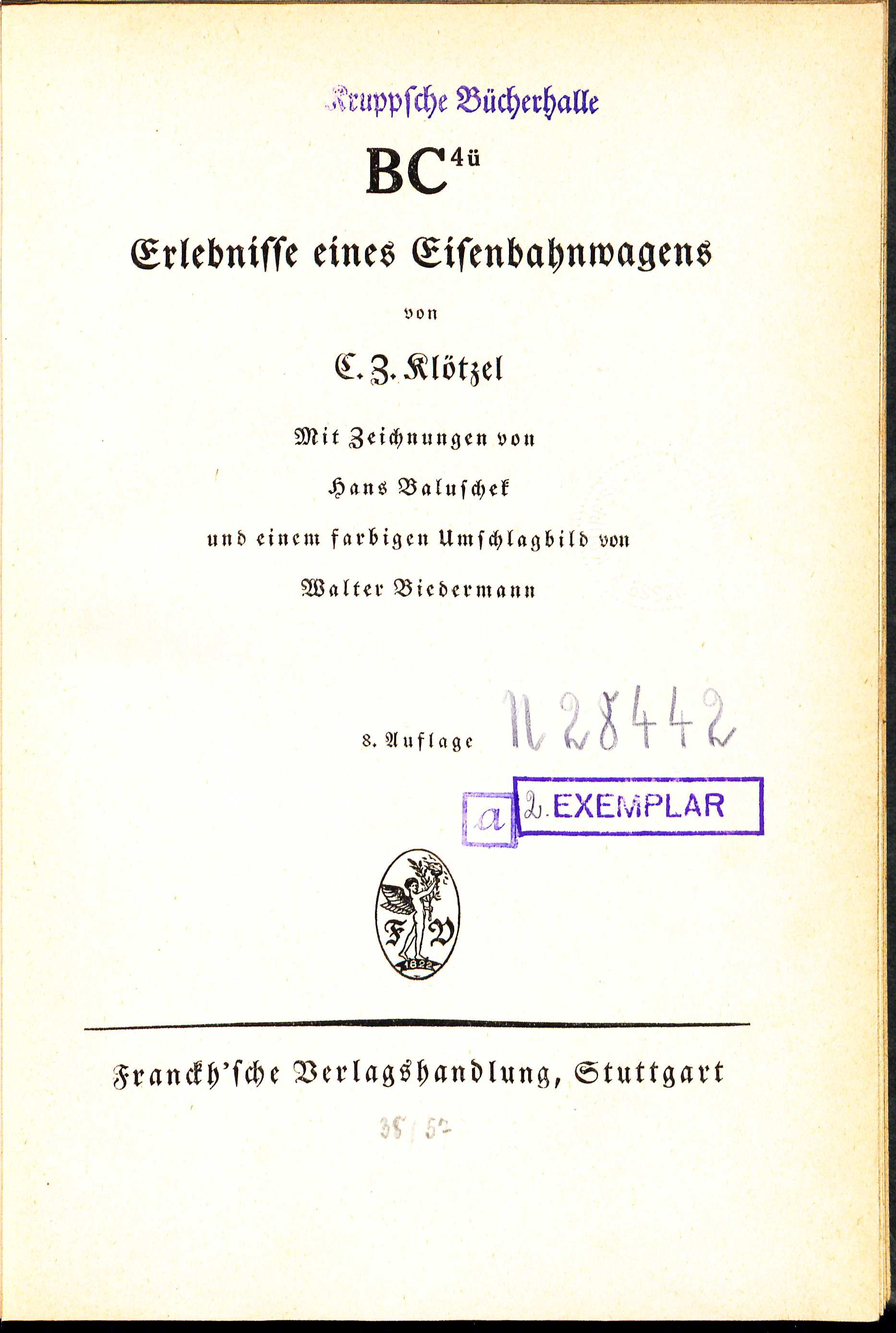
BC^{4ü}. Erlebnisse eines Eisenbahnwagens (1929, zuerst 1922)

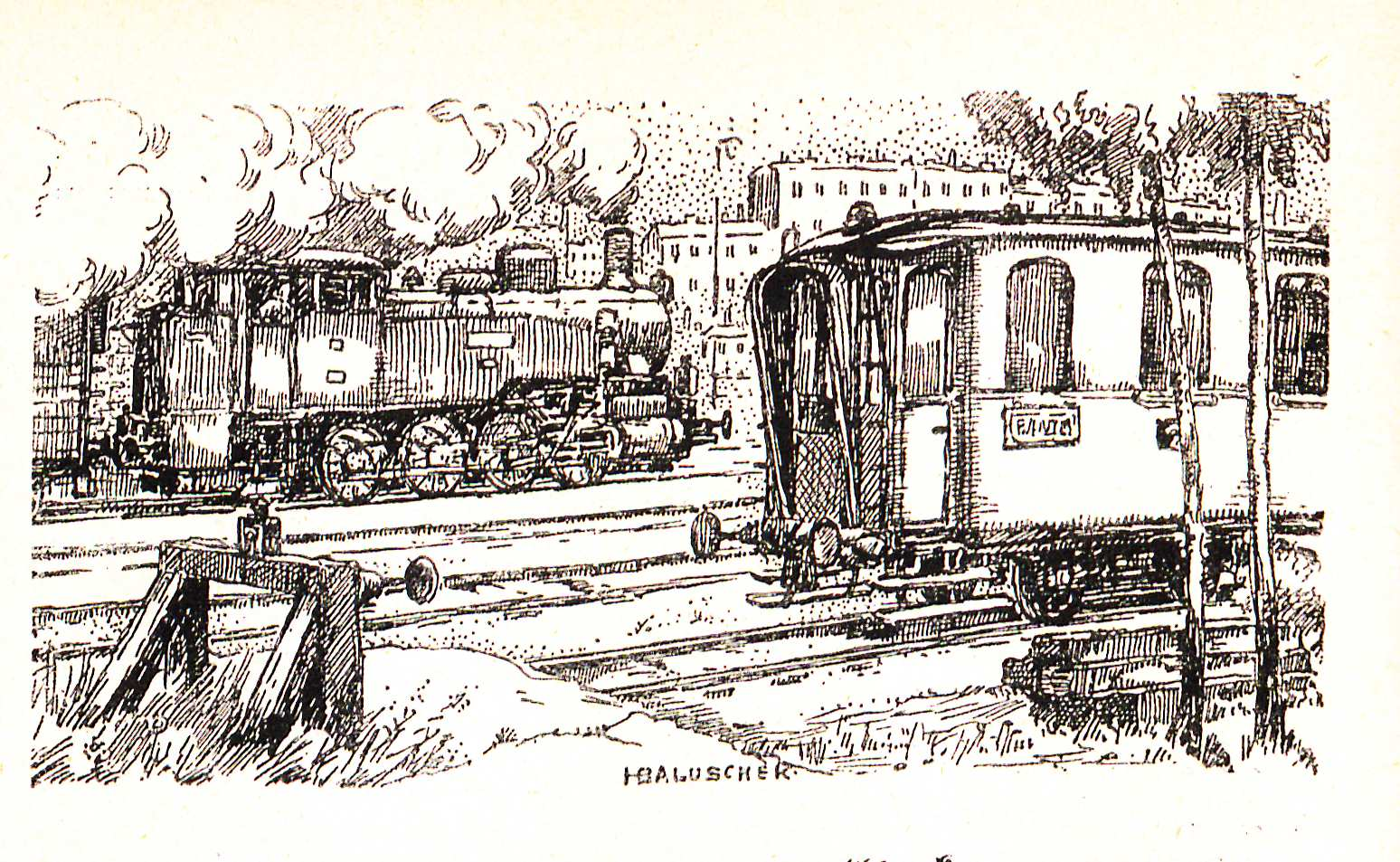
Hans Baluschek: BC^{4ü} und der alte Herr Prellbock (1922)

## Leben
Hans Klötzels Vater, der Kaufmann Israel Hersch „Hermann“ Klötzel (1858–1901), starb früh, und seine Mutter Emilie geb. Glogau (1862–1923) zog mit ihm und zwei jüngeren Kindern zurück in ihre Heimatstadt Hamburg, wo die Kinder im Deutsch-Israelitischen Waiseninstitut unterkamen. Er besuchte die Talmud Tora Realschule und absolvierte eine kaufmännische Lehre und eine Ausbildung am jüdischen Lehrerseminar. Seine erste Anstellung bekam er als Deutschlehrer an der Mädchenschule des Hilfsvereins der deutschen Juden in Saloniki. Darüber veröffentlichte er 1920 sein erstes Reisebuch. Klötzel war von 1915 bis 1918 Soldat im Ersten Weltkrieg.
Er heiratete 1919 Annette Loewenthal (1888–1970), die Schwester seines Kriegskameraden, des Sprachforschers John Loewenthal. Sie hatten die 1919 geborene Tochter Katherina (Cary).
Nach dem Krieg gab er von 1919 bis 1921 die zweiwöchentliche Jugendzeitschrift Bar Kochba heraus und begann Kinder- und Jugendbücher zu publizieren. In dem illustrierten Jugendbuch BC4ü – Erlebnisse eines Eisenbahnwagens, das von einem Schnellzugwagen der Wagengattung BC4ü handelt, wird der Leser in die seinerzeit hochaktuelle Welt der Eisenbahn eingeführt. Das Buch hatte 1929 die achte Auflage; in der Zeit des Nationalsozialismus wurde es nicht mehr aufgelegt, aber nicht auf der Liste der verbotenen Bücher jüdischer Autoren geführt. Klötzel war von 1922 bis 1929 Redakteur bei der zionistischen Jüdischen Rundschau und schrieb auch für das Berliner Tageblatt und die Vossische Zeitung. Er unternahm Reisen in Europa, Zentralasien und Südamerika, von denen er Korrespondentenberichte schrieb und Bücher veröffentlichte, und fuhr 1930 erstmals nach Palästina. Er schrieb Jugendbücher, die jüdische Kinder auf ihre Einwanderung in das Britische Mandatsgebiet Palästina im Rahmen der Alija Bet vorbereiten sollten.
Nach der Machtübergabe an die Nationalsozialisten emigrierte er nach Palästina; sein Bruder Erich war bereits 1929 nach Brasilien ausgewandert, und seiner Schwester Margarethe gelang es 1937, in die USA auszuwandern.
Klötzel tat sich in Palästina mangels Kenntnissen des Hebräischen schwer, er wurde aber durch Mitwirkung in der Untergrundorganisation Hagana in die jüdische Gesellschaft integriert. Er arbeitete als Palästinakorrespondent für die Auslandspresse, unter anderem für den deutschsprachigen Aufbau in New York, und war von Oktober 1939 bis zu seinem Tod 1951 Redaktionsmitglied der englischsprachigen Palestine Post.

## Schriften (Auswahl)
- In Saloniki. Jüdischer Verlag, Berlin 1920
- mit Moritz Steinhardt; Heinrich Loewe (Hrsg.): Das jüdische Jugendbuch. Welt-Verlag, Berlin 1920
- Die Straße der Zehntausend : Mit der Schmude-Expedition nach Persien. Gebr. Enoch, Hamburg 1925
- Indien in Schmelztiegel. F. A. Brockhaus, Leipzig 1930

Kinderbücher
- Moses Pipenbrinks Abenteuer. Die seltsamen Erlebnisse eines kleinen jüdischen Jungen. Welt-Verlag, Berlin 1920
- Der letzte Judengroschen und andere Erzählungen. Bilder von Ludwig Wronkow. Welt-Verlag, Berlin 1920
- BCCü : Die Geschichte eines Eisenbahnwagens. Zeichnungen von Hans Baluschek, Umschlag Walter Biedermann. Welt-Verlag, Berlin 1922 (Nach 1925 und der Änderung der Nomenklatur bei der Deutschen Reichsbahn unter dem Titel BC4ü : Die Erlebnisse eines Eisenbahnwagens. Mehrere Auflagen)
- Die Maus Lea
- Barak, das Füllen. 1935
- The Way to the Wailing Wall. 1935
- Blick auf das Land. Neue Palästina-Bilder. Ausgewählt von Joseph Gal-Eser. Mit einer Einführung und begleitenden Texten von C. Z. Kloetzel. Tel-Aviv: Palestine Publishing Co. Ltd. 1937.
- Kolombus Ish Tel Aviv. 1938
- Anjuraman : Bericht über eine Reise zu den schwarzen und weißen Juden in Cochin. Nekudah-Verlag (ČSR), Mukačevo, 1938
- Eine jüdische Jugend in Hamburg vor dem ersten Weltkrieg. Verein für Hamburgische Geschichte, Hamburg [1988?]